# 파나마가는주머니쥐
파나마가는주머니쥐(Marmosops invictus)는 남아메리카에 사는 주머니쥐의 일종이다. 암회색가는주머니쥐로도 불린다.
파나마에 서식하며, 해발고도 500m와 1500m 사이의 전이 지대를 포함, 열대우림 지역에서 발견된다. 주로 육상에서 서식하며, 먹이는 식물과 곤충이다. 산림 파괴로 인해 종 보존이 위험에 처해 있다.